# Доклад Бевериджа
Доклад Бевериджа (англ. «Beveridge Report») — доклад, представленный британскому парламенту в ноябре 1942 года и излагавший принципы, впоследствии легшие в основу создания в Великобритании государства всеобщего благоденствия после Второй мировой войны.
Формальный заголовок доклада — «Social Insurance and Allied Services» (рус. «О социальном страховании и смежных услугах»), но более известен по имени своего автора Уильяма Бевериджа (1879—1963).
Под влиянием Кейнсианской экономической модели, содействующей полной занятости, и после экономической депрессии межвоенного периода Беверидж захотел создать социальную стратегию, которая уничтожила бы пять крупных проблем — безделье, невежество, болезни, нищету и бедность.
Доклад отстаивал идею введения социального страхования для создания всеобщей системы социального обеспечения (включая пособия многосемейным) и универсальной, всесторонней, свободной национальной службы здравоохранения. Хотя доклад нашёл широкую поддержку в обществе, он подвергся критике за установление скудной системы доходов и за укрепление экономической зависимости жены от мужа, так как в супружеской паре получал обеспечение только лишь мужчина.